# Андрографис
Андрографис (лат. Andrographis) — род цветковых растений семейства Акантовые. Они могут быть известны как ложные водяные ивы, а некоторые из них называются периянагаи.
Виды этого рода обитают на Индийском субконтиненте, включая Мьянму, Шри-Ланку и регион Западных Гималаев. Многие из них являются эндемиками Индии, могут быть травами или кустарниками. Их интродуцируют и (или) выращивают в Юго-Восточной Азии и некоторых районах Карибского бассейна.

## Хозяйственное значение
Некоторые виды рода Андрографис используются в лечебных целях. Самым известным лекарственным растением из них является Andrographis paniculata, который ценится в аюрведе, унани и медицине сиддхов, в которых он используется для лечения многих болезней и состояний. Кроме этого, Andrographis alata и Andrographis lineata используются в медицине и ветеринарии. Есть сведения об употреблении растения этого рода в пищу.

## Таксономия
Andrographis Wall. ex Nees, Plantae Asiaticae Rariores 3: 77. 1832.

### Синонимы
- Erianthera Nees, Pl. Asiat. Rar. 3: 77. 1832.
- Neesiella Sreem., Phytologia 15: 270. 1967.
- Indoneesiella Sreem.,  Phytologia 16: 466. 1968.

### Состав рода
По состоянию на апрель 2021 года в роде Андрографис известно 26 видов:
- Andrographis affinis Nees
- Andrographis alata (Vahl) Nees
- Andrographis atropurpurea (Dennst.) Alston
- Andrographis beddomei C.B.Clarke
- Andrographis chendurunii E.S.S.Kumar, A.E.S.Khan & S.G.Gopal
- Andrographis echioides (L.) Nees typus[1]
- Andrographis elongata (Vahl) T.Anderson
- Andrographis explicata (C.B.Clarke) Gamble
- Andrographis glandulosa (Roth) Nees
- Andrographis gracilis Nees
- Andrographis lawsonii Gamble
- Andrographis lineata Nees
- Andrographis lobelioides Wight
- Andrographis longipedunculata (Sreem.) L.H.Cramer ex Karthik. & Moorthy
- Andrographis macrobotrys Nees
- Andrographis megamalayana Gnanasek., Karupp. & G.V.S.Murthy
- Andrographis neesiana Wight
- Andrographis paniculata (Burm.f.) Nees — Андрографис метельчатый — Индийский субконтинент (родина), Азия и Юго-Восточная Азия (культивируется)
- Andrographis producta (C.B.Clarke) Gamble
- Andrographis rothii C.B.Clarke
- Andrographis rotundifolia (Sreem.) Sreem.
- Andrographis serpyllifolia (Rottler ex Vahl) Wight
- Andrographis stellulata C.B.Clarke
- Andrographis stenophylla C.B.Clarke
- Andrographis subspathulata C.B.Clarke
- Andrographis viscosula Nees